# Tivoli Monitoring
Tivoli Monitoring est le nom d'un logiciel de supervision, intégré au "framework" Tivoli d'IBM.
Il permet la surveillance des systèmes informatiques (OS, réseau, applications, matériel, etc), et l'envoi d'alertes vers une console de supervision (particulièrement vers Tivoli Enterprise Console).

## Versions
Le module de supervision Tivoli a d'abord été nommé "Tivoli Distributed Monitoring" (versions 3.6 et 3.7). Il est devenu "IBM Tivoli Monitoring" (ITM) en version 5. La dernière version de Tivoli Monitoring (version 6.1) ne repose plus sur le Framework Tivoli, mais est basée  sur l'outil Omegamon de Candle (racheté par IBM).